# Advitam
Groupe Advitam — французский сельскохозяйственный кооператив. Производит пшеницу и другие зерновые культуры; кооперативу принадлежат элеваторы, компания по торговле зерном, сети садовых центров и фермерских магазинов. Штаб-квартира расположена в коммуне Сен-Лоран-Бланжи (департамент Па-де-Кале, регион О-де-Франс).

## История
Первые сельскохозяйственные кооперативы на севере Франции начали появляться в 1900-х годах. После Второй мировой войны начался процесс их укрупнения для наращивания производства. В 1992 году сформировалось два крупных объединения кооперативов: Coopérative A1 (groupe Epial) и l’Union des Hauts de France.
Кооператив Unéal был создан в 2002 году слиянием этих двух объединений. Позже к нему присоединились ещё несколько сельскохозяйственных кооперативов региона О-де-Франс, и в 2012 году название было изменено на Groupe Advitam. Также в 2012 году была создана общая торговая компания Ternoveo.
В 2019 году началось собственное производство семян под брендом Exelience. В 2020 году было создано винодельческое подразделение. Также в 2020 году была куплена компания Charlet, занимавшаяся оптовой торговлей овощами и фруктами.

## Деятельность

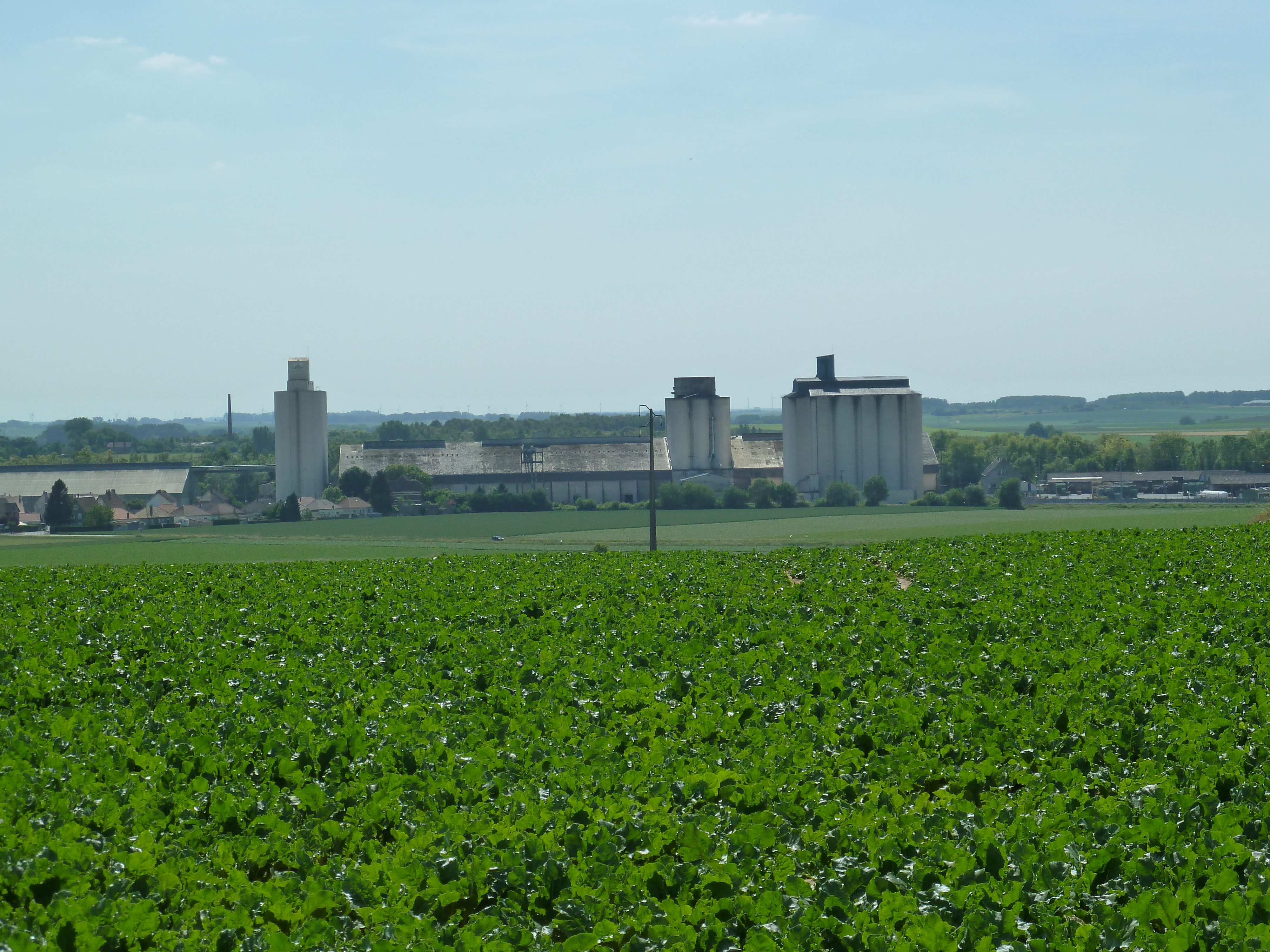
Элеватор в департаменте Нор

В группу кооперативов Advitam входит 6 тысяч фермеров, ещё 6 тысяч являются партнёрами группы. Основой группы является кооператив Unéal. Advitam специализируется на производстве зерновых, в 2024 году урожай составил 2,3 млн т. Помимо зерновых кооператив занимается животноводством, пчеловодством и виноделием.
Группе принадлежит более 100 фермерских магазинов под названиями Gamm Vert, Jardiland, Chlorodis и Plein Champ. Также в собственности Advitam 2 завода по производству комбикормов и 3 дочерние компании (Verhaeghe, Casa Service Machine и Mapp) по продаже и ремонту сельскохозяйственной техники.